# Amesiella
Amesiella – rodzaj roślin z rodziny storczykowatych (Orchidaceae) obejmujący trzy gatunki. Wszystkie są endemitami występującymi tylko na Filipinach.

## Systematyka
Rodzaj sklasyfikowany do podplemienia Aeridinae w plemieniu Vandeae, podrodzina epidendronowe (‘’ Epidendroideae’’), rodzina storczykowate (Orchidaceae), rząd szparagowce (Asparagales) w obrębie roślin jednoliściennych.
Wykaz gatunków
- Amesiella minor Senghas
- Amesiella monticola Cootes & D.P.Banks
- Amesiella philippinensis (Ames) Garay